# Karada, Madikeri
Karada là một làng thuộc tehsil Madikeri, huyện Kodagu, bang Karnataka, Ấn Độ.